# Monte Alegre de Goiás
Monte Alegre de Goiás est une ville et municipalité dans l'État de Goiás, au Brésil.